# Geschwindigkeitsabhängige Lautstärkeanpassung
Bei der geschwindigkeitsabhängigen Lautstärkeanpassung (Abkürzung GALA, auch GAL, englisch auch Speed Dependent Volume Control (SDVC), Speed-sensitive Volume Control (SVC), oder Speed Compensated Volume (SCV)) handelt es sich um eine Komfortfunktion bei der Audiowiedergabe in Kraftfahrzeugen. Dabei wird die Lautstärke abhängig von der Fahrgeschwindigkeit angepasst. Eine derartige Anpassung kann für Autoradio, CD-Spieler und das Navigationssystem erfolgen. Ziel ist es, dass die Fahrzeuginsassen in Differenz zu den Fahrgeräuschen immer die gleiche Lautstärke empfinden.

## GALA-Signal
Grundlage hierfür ist das GALA-Signal (auch GAL-Signal), das vom Tachometer des Fahrzeugs erzeugt wird. 
In neueren Fahrzeugen befindet sich das GALA-Signal auf dem ISO-Stecker (Stecker gemäß ISO 10487) auf Pin 1. in älteren Fahrzeugen muss diese Zuleitung nachträglich integriert werden. Bei Fahrzeugen ab Mitte der achtziger Jahre wird oft bereits ein elektronischer Tachometer verwendet, hier lässt sich das für die GALA-Funktion notwendige Rechtecksignal relativ problemlos an der Tachozuführung abgreifen.
Aktuelle Fahrzeuge können eine komplette rechnergesteuerte Instrumentierung aufweisen und verwenden beispielsweise den CAN-Bus zur Übertragung der Informationen. Solche hochintegrierten Fahrzeuge beinhalten oft bereits ein proprietäres Navigationssystem, für die Nachrüstung eines Navigationssystems mit GALA-Signal und ISO-Stecker muss dann eine zusätzliche Elektronikkomponente (z. B. ein CAN-Bus-Adapter) die Umsetzung übernehmen.
Bei älteren Fahrzeugen mit mechanischer Übertragung (Welle) der Geschwindigkeitsinformation an den Tacho ist dazu ein Geber in die Tachowelle zu integrieren, der über einen Magnetkontakt bzw. Hallschalter die Drehung der Tachowelle in ein elektrisches Signal umwandelt.

## Verwendung zur behelfsmäßigen Positionsbestimmung
Durch manche Navigationssysteme wird das GALA-Signal neben der Verwendung zur Regelung der Lautstärke auch zu einer redundanten oder alternativen Positionsbestimmung verwendet, die bei Aussetzern des GPS-Signals beispielsweise in längeren Tunnel verwendet wird. Neben dem GALA-Geschwindigkeitssignal verwenden aktuelle Navigationssysteme dabei auch Trägheitsnavigation, um Fahrtrichtungsänderungen genauer zu ermitteln. Die Funktion der Navigation ist prinzipiell durch die GPS-Antenne gesichert, die GALA-Anbindung ist optional, verhilft aber gerade in Innenstädten und Situationen mit schlechter GPS-Abdeckung (z. B. auch bei längeren Tunneldurchfahrten) zu einer deutlich präziseren Navigation.